# Бирти (Болцано)
Бирти је насеље у Италији у округу Болцано, региону Трентино-Јужни Тирол.
Према процени из 2011. у насељу је живело 242 становника. Насеље се налази на надморској висини од 224 м.